# Frankrijk op het Eurovisiesongfestival 1980
Frankrijk deed in 1980 voor de vierentwintigste keer mee aan het Eurovisiesongfestival. In de Nederlandse stad Den Haag werd het land op 19 april vertegenwoordigd door Profil met het lied "Hé, hé m'sieurs dames". Ze eindigden met 45 punten op de elfde plaats.

## Nationale voorselectie
Zender TF1 hield twee halve finales gevolgd door een finale. De winnaars werden gekozen door televoting.

### Halve finale 1
| Volgorde | Artiest            | Lied                         | Punten | Plaats |
| -------- | ------------------ | ---------------------------- | ------ | ------ |
| 1        | Jocelyne Jocya     | "Si tous les "je t'aime""    | 1143   | 6      |
| 2        | Serge Fouchet      | "Le jour de la liberté"      | 597    | 7      |
| 3        | Michel Démétriadès | "On a coupé un arbre"        | 2056   | 4      |
| 4        | Bee Michelin       | "Une chanson rose"           | 5091   | 2      |
| 5        | Frida Boccara      | "Un enfant de France"        | 4722   | 3      |
| 6        | Nadine Douteau     | "Ils ont plantés un olivier" | 1441   | 5      |
| 7        | Marcel Amont       | "Camarade vigneron"          | 5902   | 1      |

### Halve finale 2
| Volgorde | Artiest          | Lied                         | Punten | Plaats |
| -------- | ---------------- | ---------------------------- | ------ | ------ |
| 1        | Minouche Barelli | "Viens dans ma farandole"    | 1705   | 6      |
| 2        | Chantal Billon   | "Un jour, un matin"          | 6107   | 1      |
| 3        | Parasol          | "Ni bleu, ni gris"           | 1919   | 5      |
| 4        | Profil           | "Hé, hé, m'sieurs dames"     | 6049   | 2      |
| 5        | Simone Langlois  | "Dans le regard d'un enfant" | 3094   | 4      |
| 6        | Bernard Sauvat   | "J'suis heureux"             | 1493   | 7      |
| 7        | Anne Delorme     | "Poète ou musicien"          | 5803   | 3      |

### Finale
| Volgorde | Artiest        | Lied                     | Punten | Plaats |
| -------- | -------------- | ------------------------ | ------ | ------ |
| 1        | Bee Michelin   | "Une chanson rose"       | 4071   | 6      |
| 2        | Chantal Billon | "Un jour, un matin"      | 8263   | 2      |
| 3        | Anne Delorme   | "Poète ou musicien"      | 7324   | 3      |
| 4        | Profil         | "Hé, hé, m'sieurs dames" | 10628  | 1      |
| 5        | Marcel Amont   | Camarade vigneron        | 7182   | 4      |
| 6        | Frida Boccara  | "Un enfant de France"    | 7144   | 5      |

## In Den Haag
In Den Haag moest Frankrijk optreden als 16de, net na Nederland en voor Ierland. Op het einde van de puntentelling werd duidelijk dat Frankrijk de 11de plaats had gegrepen met 45 punten.

### Gekregen punten
Van Nederland ontving het 4 punten en van België vijf.

#### Finale
| 12 punten                      | 10 punten            | 8 punten                        | 7 punten      | 6 punten                             |
| ------------------------------ | -------------------- | ------------------------------- | ------------- | ------------------------------------ |
|                                |                      |                                 | - Griekenland | - Spanje                             |
| 5 punten                       | 4 punten             | 3 punten                        | 2 punten      | 1 punt                               |
| - België - Verenigd Koninkrijk | - Nederland - Zweden | - Ierland - Noorwegen - Turkije | - Luxemburg   | - Denemarken - Marokko - Zwitserland |

### Punten gegeven door Frankrijk

#### Finale
Punten gegeven in de finale:
| 12 punten | Nederland           |
| 10 punten | Duitsland           |
| 8 punten  | Ierland             |
| 7 punten  | Luxemburg           |
| 6 punten  | Portugal            |
| 5 punten  | Verenigd Koninkrijk |
| 4 punten  | Oostenrijk          |
| 3 punten  | Noorwegen           |
| 2 punten  | Italië              |
| 1 punt    | Finland             |